# Сельское поселение Подъём-Михайловка
Сельское поселение Подъём-Михайловка — муниципальное образование в Волжском районе Самарской области.
Административный центр — село Подъём-Михайловка.

## Административное устройство
В состав сельского поселения Подъём-Михайловка входят:
- село Подъём-Михайловка,
- село Яблоновый Овраг,
- посёлок Восточный,
- посёлок Дудачный,
- посёлок Озерки,
- посёлок Подлесный,
- посёлок Тридцатый.

## Население
| 2010  | 2012  | 2013  | 2014  | 2015  | 2016  | 2017  | 2018  | 2019  |
| ----- | ----- | ----- | ----- | ----- | ----- | ----- | ----- | ----- |
| 3157  | ↘3140 | ↗3146 | ↗3156 | ↗3209 | ↗3232 | ↗3249 | ↗3255 | ↘3236 |
| 2020  | 2021  |       |       |       |       |       |       |       |
| ↘3235 | ↘3138 |       |       |       |       |       |       |       |